# Índia Oriental

Índia Ocidental

A Índia Oriental (ou Índia do leste) é uma região que engloba os Estados Índios do Bihar, do Jharkhand, da Bengala Ocidental, de Odisha bem como do território dos ilhas Andaman e Nicobar. Jharkhand,
Os Estados mais ao leste são inclusive na região de Índia do Nordeste.